# بوحاتم
بوحاتم (به عربی: بوحاتم) یک شهرداری در الجزایر است که در استان میله واقع شده‌است. بوحاتم ۱۹٬۱۹۳ نفر جمعیت دارد.